# Senku
Senku (conocido también con el nombre de  Solitario o Uno Solo, y en inglés como Peg Solitaire es un juego de tablero solitario abstracto de origen francés Originalmente era llamado "un soldado" o "uno solo", pero comenzó a tener popularidad a partir de este nombre.

## Historia

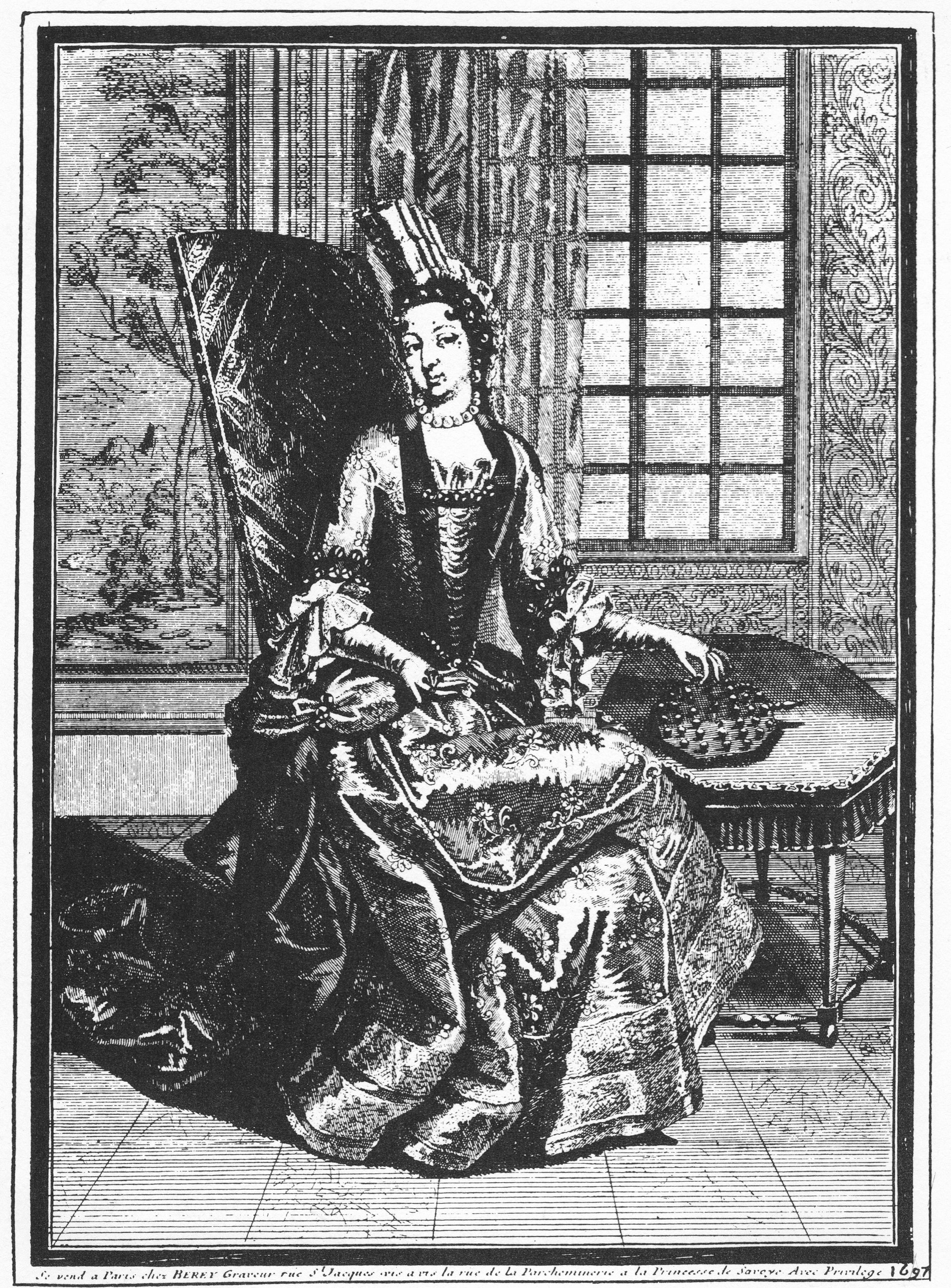
1687: La Princesa de Soubise Jugando al Solitario

El juego surge por primera vez en Francia en 1687 en el retrato de Ana de Rohan-Chabot, Princesa de Soubise a cargo del artista Claude-Auguste Berey y fue seguramente jugado en la corte de Luis XIV. En agosto de 1687, el periódico literario francés Mercure de France publicó la descripción del juego, así como sus reglas y posibles jugadas.
En Inglaterra fue nombrado recién en 1746.

## Reglas
Se juega con un tablero con diferentes formas según el modelo o el lugar de origen. Al inicio del juego están todos los espacios ocupados, excepto por uno. El jugador debe mover una pieza por vez. Las piezas solo pueden moverse capturando mediante un "salto" sobre otra, como en las damas. Solo se puede capturar en horizontal o en vertical, nunca en diagonal. Así, al principio, solo pocas tienen posibilidad de moverse, capturando una. El objetivo del juego es eliminar todas las piezas, dejando solo una en el tablero.

## Variantes
Variante europea del juego.
Algunas de las variantes del juego son:
- Senku Superior (o Senku Hogar): consiste en colocar al principio todas las piezas en uno de los extremos de la cruz y dos laterales al espacio central.
- Senku Cruz: consiste en colocar todas las piezas al principio formando una flecha (o cruz) hacia arriba.
- Senku Diamante: consiste en colocar las piezas en todo el tablero excepto en las puntas de los extremos, formando un rombo.
- Senku Suma (o Senku Más): comienza con las piezas en forma de cruz o un signo algebraico de suma.
- Senku Pirámide: comienza con las fichas formando un triángulo.
- Versión europea: Se juega con un tablero con espacios adicionales.

[|Variantes del juego:

(1) Estilo francés (europeo), 37 casillas, siglo XVII;

(2) J. C. Wiegleb, 1779, Alemania, 45 casillas;

(3) Versión asimétrica en 3-3-2-2 descrita por George Bell, siglo XX;

(4) Estilo inglés (estándar), 33 casillas;

(5) Diamante, 41 casillas;

(6) Triangular, 15 casillas.

La casilla gris es para la ficha que queda al final.]